# イーゴリ・ジャロシンスキー
イーゴリ・エヒエレヴィチ・ジャロシンスキー（露: Игорь Ехиельевич Дзялошинский、英: Igor Ekhielevich Dzyaloshinskii、1931年2月1日 - 2021年7月14日）は、ソビエトおよびアメリカの理論物理学者。
磁性、マルチフェロイクス、一次元導体、液晶、ファンデルワールス力、場の量子論の手法の応用に関する研究で知られる。ジャロシンスキー・守谷相互作用にその名を残している。

## 略歴
ジャロシンスキーはモスクワのユダヤ人家庭に生まれた。彼の父イェチエル・モイセーヴィチ・ジャロシンスキー（1897年 - 1942年）はウクライナのカルーシュ出身で、1942年初めに捕虜として死亡した。
家族で初めて大学に進学したジャロシンスキーは、1953年にモスクワ大学の物理学部を卒業した。その後、ソビエト科学アカデミーの物理学研究所で大学院の研究を続け、1957年にレフ・ランダウの指導の下、弱強磁性に関する論文で科学博士候補学位（Ph. D.に相当）を取得した。弱強磁性とは「反強磁性材料の特定方向における小さな自発磁気モーメント」であり、結晶の対称性に基づく交換相互作用と深く関係している。交換相互作用する磁性イオン間に結晶格子の反転対称点がない場合に、弱強磁性が現れる。
1962年にジャロシンスキーは、科学博士号（ハビリテーション）を取得した。博士論文の内容は、統計物理学における場の量子論の手法の応用に関するものだった。1964年、モスクワのランダウ理論物理学研究所の創設メンバーの一人となった。1972年までモスクワ物理工科大学の教授、1972年から1989年までモスクワ大学の教授を務めた。
1958年から1961年の間、ジャロシンスキーはアレクセイ・アブリコソフとレフ・ゴルコフと共に、統計物理学における場の量子論の手法の応用（例えば、超伝導の理論）や多体量子論に関する重要な論文を出版した。また、それらをまとめた優れた教科書 Методы квантовой теории поля в статистической физике を1961年にロシアで出版した。この本の英語版は1963年に Methods of quantum field theory in statistical physics の訳題で、日本語版は1970年に『統計物理学における場の量子論の方法』の訳題でそれぞれ出版された。ジャロシンスキーはレフ・ピタエフスキーと共に「吸収液によって隔てられた物体間に働くファンデルワールス力に関する問題」を、ユリ―・ビシュコフとレフ・ゴルコフと共に「一次元導体における超伝導と電荷密度波の不安定性に関する問題」を解決する重要な研究を行った。また、ジャロシンスキーとアナトリー・ラーキンは1970年代に「一次元フェルミ粒子系の理論とボゾン化法の中心にある朝永-ラッティンジャー液体問題の解決策」を発表した。
1991年に、ジャロシンスキーはアメリカに移住し、すぐにカリフォルニア大学アーバイン校の教授になった。そこで、最終的には名誉教授として退職した。キャリアの最後の数年間は、磁気光学における時間パリティの破れとフェルミ液体と非フェルミ液体の凝縮系物理学に関する研究を行った。
その他の研究には、有限温度の輸送現象に関する問題へのダイアグラムの適用、くりこみ群の不動点のない相転移の存在の予測、多体量子論における松原形式の形式化、などがある。
ジャロシンスキーは1972年に ロモノソフ賞を、1975年にソビエト名誉勲章（民間の賞）を、1981年に労働赤旗勲章を、1984年にソビエト連邦国家賞を、1989年にランダウ金賞を受賞した。また、1974年にソビエト科学アカデミーの通信会員、1991年にアメリカ芸術科学アカデミーの名誉外国人会員、1996年にアメリカ物理学会のフェロー、2002年にアメリカ科学振興協会のフェローに選出された。
ジャロシンスキーは1960年に結婚した。彼の死後、未亡人と娘、3人の孫、2人のひ孫が残された。

## 主な出版物

### 学術論文
- I. Dzyaloshinskii (1958). “A thermodynamic theory of "weak" ferromagnetism of antiferromagnetics”. Journal of Physics and Chemistry of Solids 4 (4):  241. Bibcode: 1958JPCS....4..241D. doi:10.1016/0022-3697(58)90076-3.
- Gorkov, Abrikosov, & Dzyaloshinski On the application of Quantum field theory methods to problems of quantum statistics at finite temperature, Sov. Phys. JETP, Vol. 9, 1959, p. 636 (JETP, Vol. 36, 1959, p. 900)
- Dzyaloshinskii, I.E.; Lifshitz, E.M.; Pitaevskii, L.P. (1961). “The general theory of van der Waals forces”. Advances in Physics 10 (38):  165–209. doi:10.1080/00018736100101281.
- Derjaguin, B. V.; Dzyaloshinsky, I. E.; Koptelova, M. M.; Pitayevsky, L. P. (1965). “Molecular-surface forces in binary solutions.”. Discussions of the Faraday Society 40:  246–252. doi:10.1039/DF9654000246.
- Dzyaloshinskii, I.E.; Volovick, G.E. (1980). “Poisson brackets in condensed matter physics”. Annals of Physics 125 (1):  67–97. Bibcode: 1980AnPhy.125...67D. doi:10.1016/0003-4916(80)90119-0.
- Brazovskii, S.A.; Dzyaloshinskii, I.E.; Krichever, I.M. (1982). “Exactly soluble Peierls models”. Physics Letters A 91 (1):  40–42. Bibcode: 1982PhLA...91...40B. doi:10.1016/0375-9601(82)90260-2.
- Brazovskii, S. A.; Dzyaloshinskii, I. E.; Muratov, A. R. (1987). “Theory of weak crystallization”. Zh. Eksp. Teor. Fiz. 93:  1110–1124.
- Dzyaloshinskii, Igor (1992). “Effects of the finite proton mass in a hydrogen atom in crossed magnetic and electric fields: A state with a giant electric dipole moment”. Physics Letters A 165 (1):  69–71. Bibcode: 1992PhLA..165...69D. doi:10.1016/0375-9601(92)91056-W.
- Dzyaloshinskii, I.E.; Lifshitz, E.M.; Pitaevskii, L.P.; Priestley, M.G. (1992). “The general theory of van der Waals forces”. Perspectives in Theoretical Physics. pp. 443–492. doi:10.1016/B978-0-08-036364-6.50039-9. ISBN 9780080363646
- Dzyaloshinskii, I.E.; Lifshitz, E.M.; Pitaevskii, L.P.; Ter Haar, D. (1992). “Van der Waals forces in liquid films”. Perspectives in Theoretical Physics. pp. 425–441. doi:10.1016/B978-0-08-036364-6.50038-7. ISBN 9780080363646
- Dzyaloshinskii, Igor (1992). “External magnetic fields of antiferromagnets”. Solid State Communications 82 (7):  579–580. Bibcode: 1992SSCom..82..579D. doi:10.1016/0038-1098(92)90236-3.
- Dzyaloshinskii, Igor; Papamichail, E. V. (1995). “Nonreciprocal Optical Rotation in Antiferromagnets”. Physical Review Letters 75 (16):  3004–3007. Bibcode: 1995PhRvL..75.3004D. doi:10.1103/PhysRevLett.75.3004. PMID 10059464.
- Bychkov, Yu. A.; Gor'kov, L. P.; Dzyaloshinskiĭ, I. E. (1996). “Possibility of Superconductivity Type Phenomena in a One-Dimensional System”. 30 Years of the Landau Institute — Selected Papers. World Scientific Series in 20th Century Physics. 11. pp. 1–13. doi:10.1142/9789814317344_0001. ISBN 978-981-02-2253-6
- Anisimov, S. I.; Dzyaloshinskiĭ, I. E. (1996). “A New Type of Disclination in Liquid Crystals and the Stability of Disclinations of Various Types”. 30 Years of the Landau Institute — Selected Papers. World Scientific Series in 20th Century Physics. 11. pp. 81–86. doi:10.1142/9789814317344_0012. ISBN 978-981-02-2253-6
- Dzyaloshinskii, Igor (1996). “Extended Van-Hove Singularity and Related Non-Fermi Liquids”. Journal de Physique I 6 (1):  119–135. Bibcode: 1996JPhy1...6..119D. doi:10.1051/jp1:1996127.
- Zheleznyak, Anatoley T.; Yakovenko, Victor M.; Dzyaloshinskii, Igor E. (1997). “Parquet solution for a flat Fermi surface”. Physical Review B 55 (5):  3200–3215. arXiv:cond-mat/9609118. Bibcode: 1997PhRvB..55.3200Z. doi:10.1103/PhysRevB.55.3200.
- Mills, D. L.; Dzyaloshinskii, I. E. (2008). “Influence of electric fields on spin waves in simple ferromagnets: Role of the flexoelectric interaction”. Physical Review B 78 (18):  184422. Bibcode: 2008PhRvB..78r4422M. doi:10.1103/PhysRevB.78.184422.
- Dzyaloshinskii, I.E.; Mills, D.L. (2009). “Intrinsic paramagnetism of ferroelectrics”. Philosophical Magazine 89 (22–24):  2079–2082. Bibcode: 2009PMag...89.2079D. doi:10.1080/14786430802653410.
- Fechner, M.; Spaldin, N. A.; Dzyaloshinskii, I. E. (2014). “Magnetic field generated by a charge in a uniaxial magnetoelectric material”. Physical Review B 89 (18):  184415. arXiv:1401.2388. Bibcode: 2014PhRvB..89r4415F. doi:10.1103/PhysRevB.89.184415.
- Meier, Q. N.; Fechner, M.; Nozaki, T.; Sahashi, M.; Salman, Z.; Prokscha, T.; Suter, A.; Schoenherr, P. et al. (2019). “Search for the Magnetic Monopole at a Magnetoelectric Surface”. Physical Review X 9 (1):  011011. Bibcode: 2019PhRvX...9a1011M. doi:10.1103/PhysRevX.9.011011.

### 書籍
- Abrikosov, Gorkov, & Dzyaloshinskii Quantum field theory methods in statistical physics, Prentice Hall 1963,[15] 2nd edition Pergamon Press 1965, new edition Dover 1975（『統計物理学における場の量子論の方法』、松原武生・佐々木健・米沢富美子 (訳)、東京図書、1970年）